# چمسنو
چمسنو (به لاتین: Trzemeszno) یک شهر در لهستان است که در Gmina Trzemeszno واقع شده‌است.

## خصوصیات
چمسنو ۵٫۴۶ کیلومترمربع مساحت و ۷٬۷۸۹ نفر جمعیت دارد.

## نگارخانه

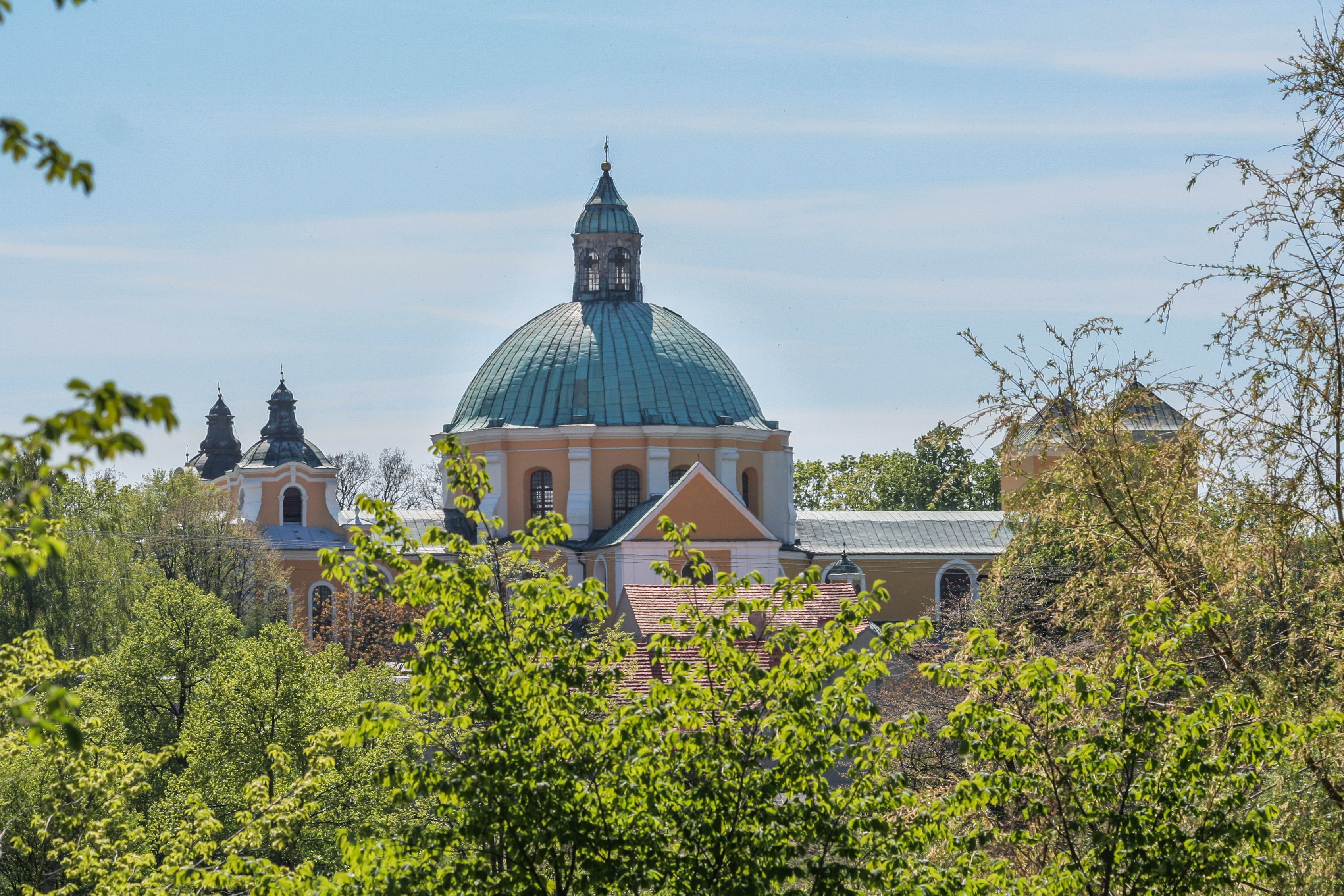
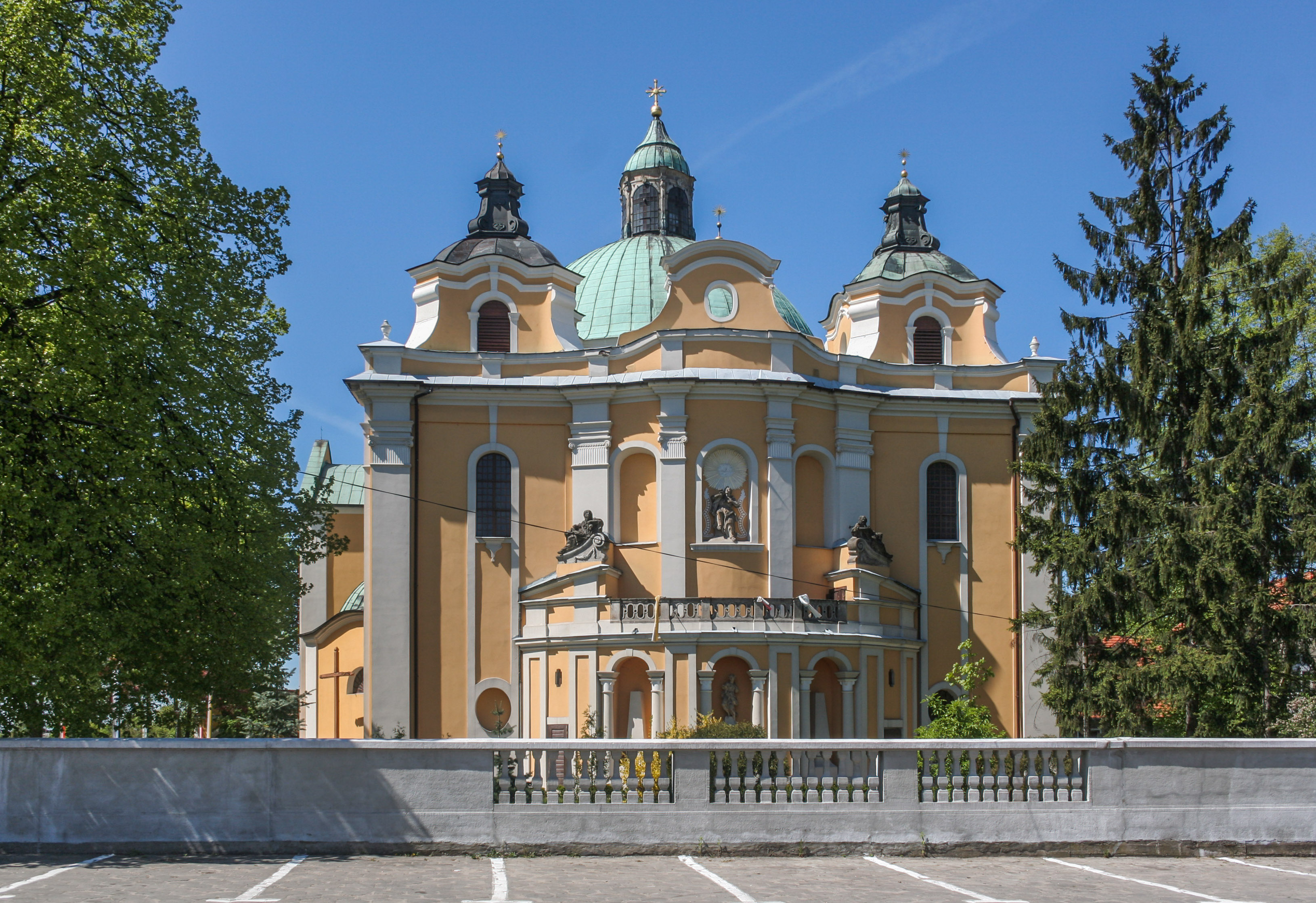
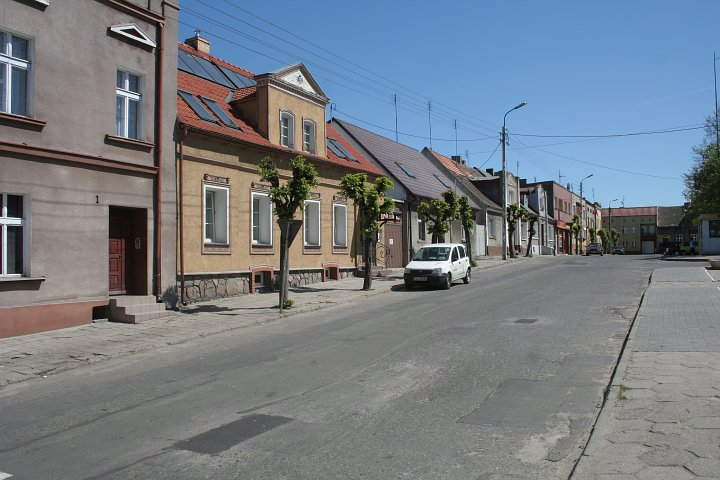
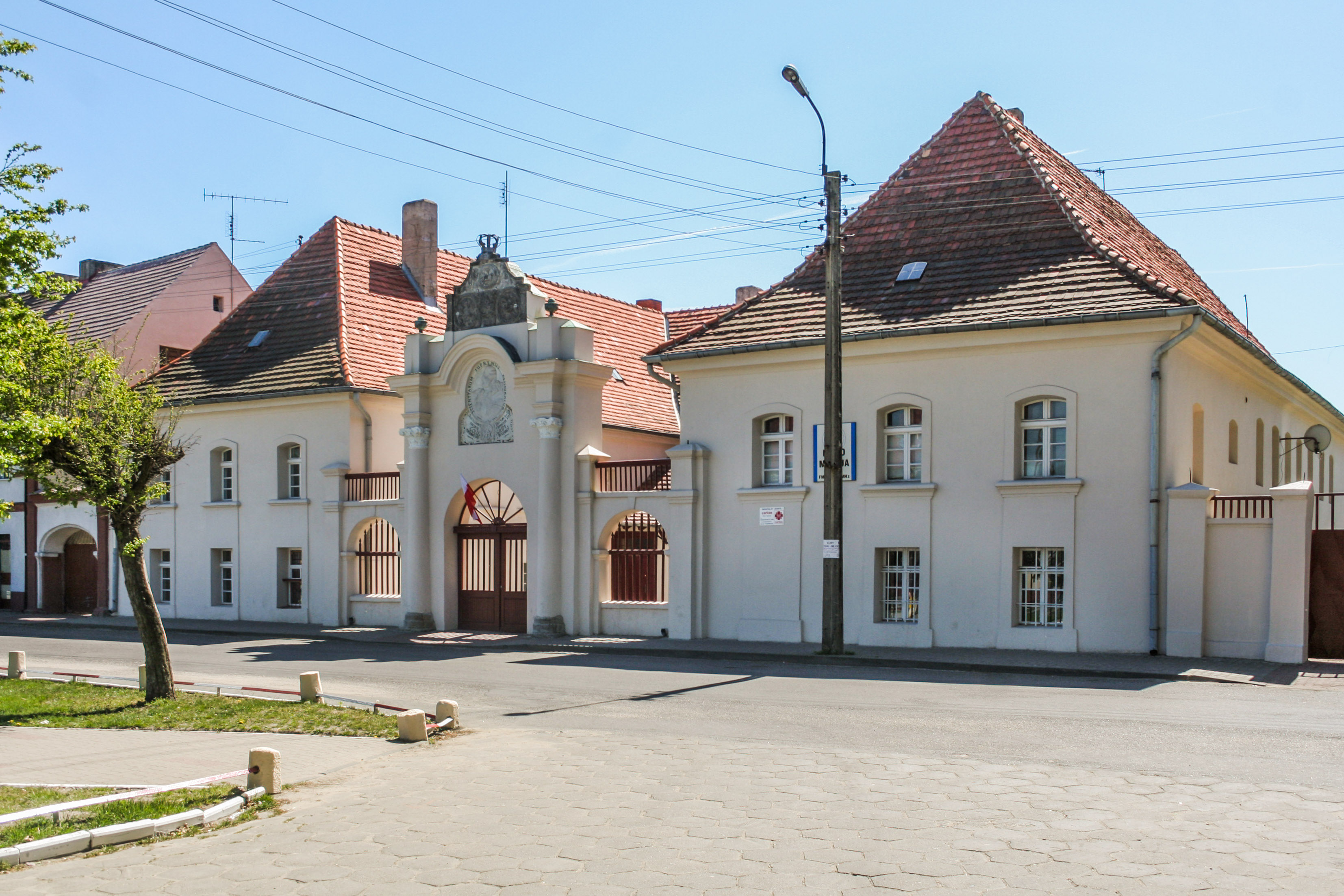